# Craig Kelly (actor)
Craig Kelly (Lytham St Annes. Octubre, 31 de 1970) Es un actor británico más conocido por su papel de Vince Tyler en la serie Queer as Folk para la cadena inglesa Channel 4.

## Carrera

### Cine
Su trabajo en la pantalla grande ha sido muy pequeña, sin embargo destaca su participación desempeñando el papel de Harold Bride, el auxiliar de telégrafos en la película Titanic haciendo breves apariciones, no más de tres en el filme.También hizo el papel de Polux en Helena de Troya el 2003 .

### Televisión
Kelly es conocido por su papel protagónico como Vince Tyler en las dos temporadas de la serie inglesa Queer as Folk (1999 - 2000), escrito por Russell T Davies, de Doctor Who, por el cual ganó una seria crítica y una plétora de nuevos fanes. También participó en Casualty o siniestros como Daniel Perryman entre 1995 y 1996. 
Participó en el video musical del dúo de música electrónica UNKLE para la canción «Rabbit in Your Headlights» como conductor de un Mercedes Benz.

### Audio
La voz de Kelly ha sido utilizada para diversos anuncios, ya sea para la cadena televisiva BBC o bien para Channel 4 en el Reino Unido.